# Acanthopyge
Acanthopyge – rodzaj stawonogów z wymarłej gromady trylobitów. Jego skamieliny pochodzą z dewonu dolnego. Nieliczne okazy znaleziono w Maroku i Oklahomie (USA), szeroko spotykane są też falsyfikaty. Mierzył 16 mm długości.

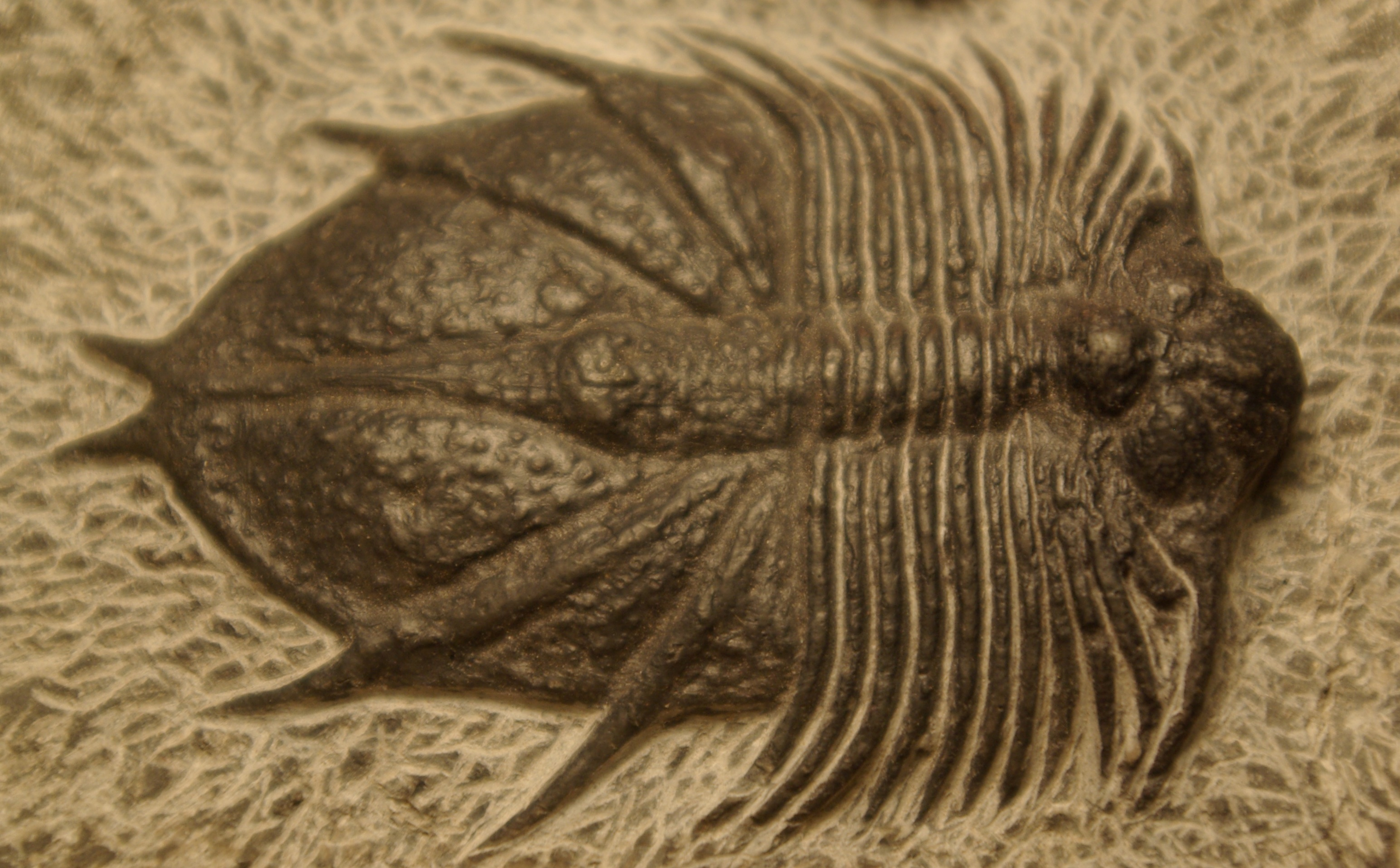
Fałszerstwo